# Pero occidentalis
Pero occidentalis är en fjärilsart som beskrevs av Dyar 1904. Pero occidentalis ingår i släktet Pero och familjen mätare. Inga underarter finns listade i Catalogue of Life.